# Moritz Holfelder

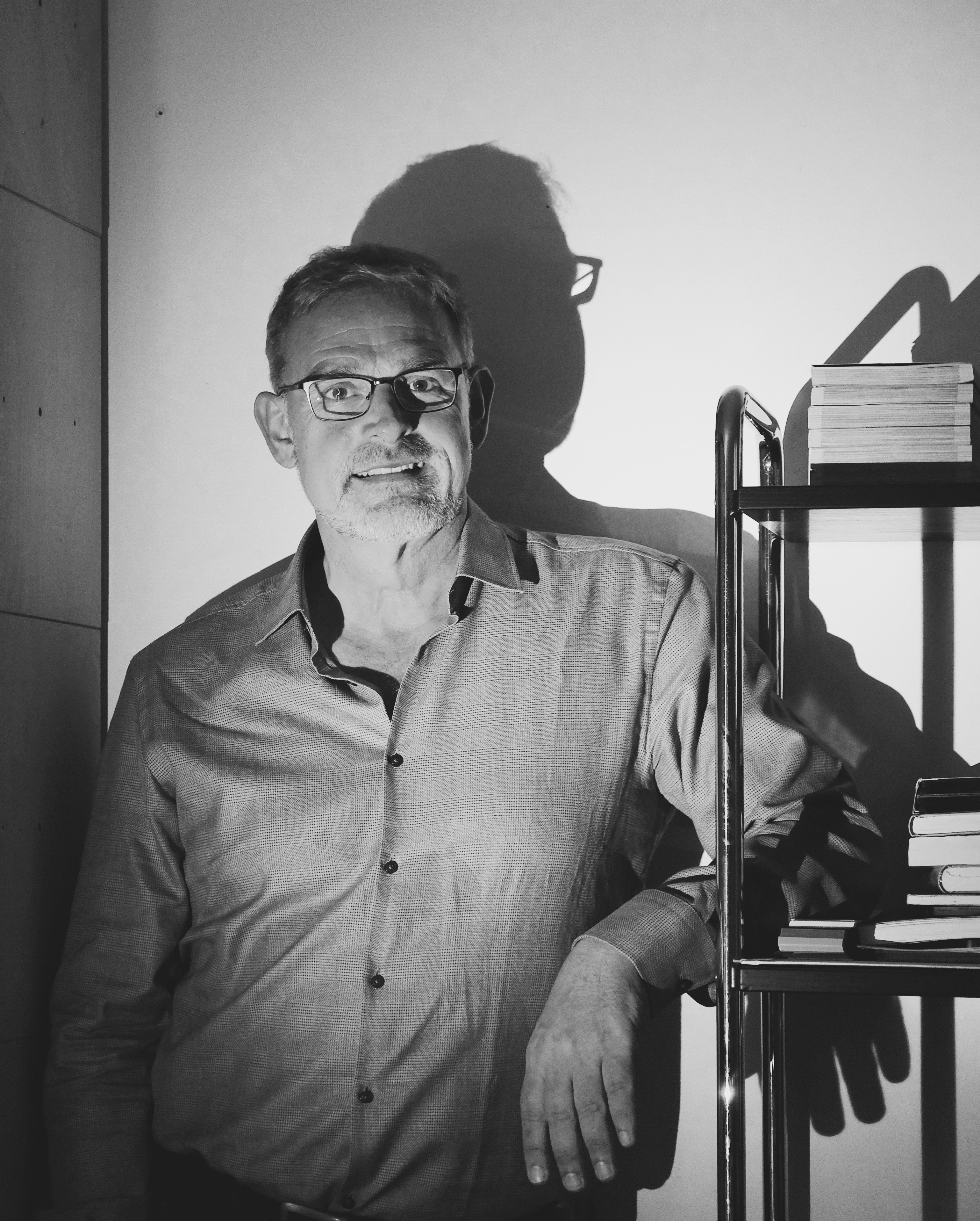
Moritz Holfelder (2018)

Moritz Holfelder (* 7. November 1958 in Aschaffenburg) ist ein deutscher Kulturjournalist – spezialisiert auf Filmkritik und Architektur – sowie Sachbuchautor und Fotograf.

## Leben
Moritz Holfelder studierte an der Ludwig-Maximilians-Universität München Kommunikationswissenschaften, Kunstgeschichte und Germanistik. Seit 1985 arbeitet er als Kulturjournalist, Film- und Architekturkritiker, hauptsächlich für den BR (Bayern 2 und B5 aktuell), aber auch für SWR, SR, NDR und Deutschlandfunk Kultur. Im Rahmen seiner Tätigkeit hat er 50-minütige Radio-Features über Eva Mattes, Werner Herzog, Dominik Graf, Michael Ballhaus, John Berger, Helmut Dietl und Peter Zumthor produziert.
Zudem hat sich Holfelder einen Namen als Autor kulturgeschichtlicher Bücher gemacht. Gemeinsam mit dem britischen Schriftsteller und Maler John Berger entwickelte er eine Kulturgeschichte des Motorradfahrens. Daneben hat er sich mit der Geschichte des Ost-Berliner Palastes der Republik beschäftigt sowie eine Biografie über den Kult-Regisseur Werner Herzog verfasst. Im September 2019 veröffentlichte er das in den deutschen Medien vielbeachtete Buch „Unser Raubgut. Eine Streitschrift zur kolonialen Debatte“, das im Sommer 2020 in die Schriftenreihe der Bundeszentrale für politische Bildung aufgenommen wurde.
Gemeinsam mit den Berliner Verlegern von DOM Publishers entwickelte Holfelder 2011 eine Reihe mit Audiobüchern über Architektur. Dafür gab es den Deutschen Hörbuchpreis 2012 in der Kategorie „Beste verlegerische Leistung“. In der Jury-Begründung heißt es: „Dem Autor gelingt mit den Porträts der Star-Architekten Zumthor, Hadid und Libeskind das scheinbar Unmögliche: Er macht Architektur hörbar.“ Laura Weißmüller schrieb in der Süddeutschen Zeitung: „Die Gebäude werden so genau beschrieben, dass der Zuhörer meint, er begleite den Sprecher auf seiner Tour durch die Architektur, geht mit ihm die Treppe herunter, dreht sich um, geht dann weiter und bekommt dadurch langsam ein Gefühl für den Bau.“ Holfelder traf für eines seiner Hörbücher auch den brasilianischen Architekten Oscar Niemeyer im Alter von 104 in dessen Büro in Rio de Janeiro.
Im November 2021 sprach das Kuratorium des Bayerischen Architekturpreises Moritz Holfelder eine Anerkennung für seine journalistische Arbeit aus, weil er „mit seiner einprägsamen Berichterstattung zur Architektur und Baukultur einem breiten Publikum den Zugang zu diesen Themen ermöglicht.“ Der Architekt Peter Haimerl sagte in seiner Laudatio über Holfelders Radiosendungen im Programm des Bayerischen Rundfunks: „Er schafft es bei seinen Beiträgen, dass wir Räume, die wir nicht sehen, über das Hören erfahren; er schafft es, dass wir ein inneres Bild haben, wir den Klang der Räume hören und spüren, ob sie weit und hallig oder eng und intim sind.“
Seit seiner Jugend beschäftigt sich Holfelder zudem mit Fotografie. Seit 2018 gestaltet er Ausstellungen in Frankreich, Deutschland, Italien und Japan. Er hat drei Fotobücher publiziert, etwa Der Strand des Kinos über die Filmfestspiele in Venedig und die Bewohner des Lidos, außerdem vagues wellen waves mit Aufnahmen vom Atlantik und Pazifik. Für das internationale Fotofestival KYOTOGRAPHIE im japanischen Kyoto wurde er 2025 von der Jury mit Bildern von Wellen und Wasseroberflächen ausgewählt. Im Programm des Festivals heißt es zu The Sea breathes: „Holfelder erforscht die Beziehung zwischen Mensch und Wasser und zeigt auch, wie wehrlos, klein und unbedeutend wir angesichts der Urgewalt des Meeres erscheinen.“
Moritz Holfelder ist der Neffe des Lichtdesigners Ingo Maurer, über den er 2010 ein Radio-Feature realisierte.
Holfelder arbeitet und lebt wechselweise in München und Berlin.

## Werke

### Sachbücher
- Das Buch vom Strandkorb. Eine Kulturgeschichte des deutschen Seebadewesens, Husum, 2. Auflage 2011, ISBN 978-3-88042-767-9
- Das Buch vom Motorrad. Eine Kulturgeschichte auf zwei Rädern, Husum 1998, ISBN 978-3-88042-862-1
- Kleine Philosophie der Passionen. Motorrad fahren, München 2000, ISBN 978-3-423-34233-9
- Palast der Republik. Aufstieg und Fall eines symbolischen Gebäudes, Berlin 2008, ISBN 978-3-86153-491-4
- Werner Herzog: Die Biografie, München 2012, ISBN 978-3-7844-3303-5
- Unser Raubgut. Eine Streitschrift zur kolonialen Debatte, Ch. Links, Berlin 2019, ISBN 978-3-96289-058-2.

### Hörbücher
- Peter Zumthor. Die Magie des Realen, Berlin 2011, ISBN 978-3-86922-104-5
- Daniel Libeskind. Seismograph historischer Erschütterungen, Berlin 2011, ISBN 978-3-86922-123-6
- Zaha Hadid. Das Fließen der Räume, Berlin 2011, ISBN 978-3-86922-122-9
- GRAFT Architekten. Don't be so German!, Berlin 2012, ISBN 978-3-86922-199-1
- Oscar Niemeyer. Skulpturen aus Beton, Berlin 2013, ISBN 978-3-86922-236-3
- David Chipperfield. Zwischen Nofretete und Kafka, zwischen Einfühlung und Entdeckung, Berlin 2014, ISBN 978-3-86922-333-9
- Le Corbusier. Zwischen Vision und Funktion – der Jahrhundert-Architekt, Berlin 2015, ISBN 978-3-86922-404-6
- Rem Koolhaas. Die Erweiterung des Horizonts – der Denker und Architekt, Berlin 2016, ISBN 978-3-86922-542-5

### Kunstbücher
- Moritz Holfelder und Bernhard Jott Keller: Wie früher die Flüsse (Texte und Zeichnungen), Steingaden 2014, ISBN 978-3-922950-60-8
- Moritz Holfelder: vagues wellen waves (Fotos und Text), Steingaden 2018, ISBN 978-3-922950-62-2
- Peter Haimerl, Sandra Hofmeister, Edward Beierle, Jutta Görlich, Moritz Holfelder: Schedlberg (DETAIL Special), München 2019, ISBN 978-3-95553-472-1
- Peter Haimerl, Sandra Hofmeister, Edward Beierle, Jutta Görlich, Moritz Holfelder: Blaibach (DETAIL Special), München 2019, ISBN 978-3-95553-474-5
- Moritz Holfelder, Katja Nicodemus: Strand des Kinos. Der Lido, die Lagune & die Filmfestspiele von Venedig. (Dussa Verlag), Riesen 2021, ISBN 978-3-922950-66-0
- Moritz Holfelder: 44 lost chairs + 16 sofas & benches. (Dussa Verlag), Riesen 2023, ISBN 978-3-922950-69-1

### Ausstellungen
- 2018: La Mer respire, Exposition de l’été, Musée Laduz, Burgund[12]
- 2019: atlantik pazifik isar, Die Färberei, München[13]
- 2020: vagues wellen waves, Literatur Moths, München[14]
- 2020: Der Strand des Kinos, Freiheitshalle Hof, Hof[15]
- 2021: überland, Galerie Josephski-Neukum, Issing[16]
- 2022: La Spiaggia del Cinema – Der Strand des Kinos, Kulturzentrum Claudio Trevi/TreviLab, Bozen[17]
- 2022/23: Notstromaggregat (Gruppenausstellung), Museum Penzberg/Sammlung Campendonk[18]
- 2023: Strand des Kinos, Deutsches Theater München[19]
- 2024: Entre deux mondes, Kunstverein Acanthe, La Ferté-Loupière[20]
- 2024: Two, VerpackereiGö, Görisried[21]
- 2025: The Sea breathes, KYOTOGRAPHIE/Studio Ausgang, Kyoto[22]

## Auszeichnungen
- 2012: Deutscher Hörbuchpreis für „Architektur zum Hören: Zumthor / Libeskind / Hadid“[5]
- 2022: Bayerischer Architekturpreis – Anerkennung für die journalistische Vermittlung von Architektur